# Vicereame della Nuova Granada
Il vicereame della Nuova Granada (in spagnolo Virreinato de la Nueva Granada) fu una giurisdizione coloniale stabilita nel 1717 e dissolta nel 1819 nella zona settentrionale-occidentale del Sudamerica, che si estendeva attraverso i territori odierni di Panama, Colombia, Ecuador, e Venezuela. Prima dei movimenti indipendentisti del 1800, il vicereame era esistito come entità politica e amministrativa che si occupava di controllare le autorità locali in Ecuador, Guyana, Panama, Trinidad e Tobago, Venezuela, una piccola parte del Brasile e del Perù.

## Storia coloniale
Dopo la creazione di una Audiencia a Santa Fé de Bogotá e del Nuovo Regno di Granada nel sedicesimo secolo, il cui governatore dipendeva maggiormente dal viceré del Perù presso Lima, la lentezza delle comunicazioni tra le due capitali portò alla creazione di un vicereame indipendente nel 1717; le provincie dell'Ecuador, Venezuela e Panama, fino a quel periodo sottostanti ad altre giurisdizioni, vennero riunite politicamente sotto la giurisdizione di Bogotá.
La geografia caratteristica del Sudamerica settentrionale rese difficile le comunicazioni e i viaggi attraverso il vicereame. In risposta alle necessità di governare le regioni si vennero a creare la Capitaneria Generale del Venezuela e una Audiencia a Quito, subordinate al viceré.

### Ribellione di Guajira

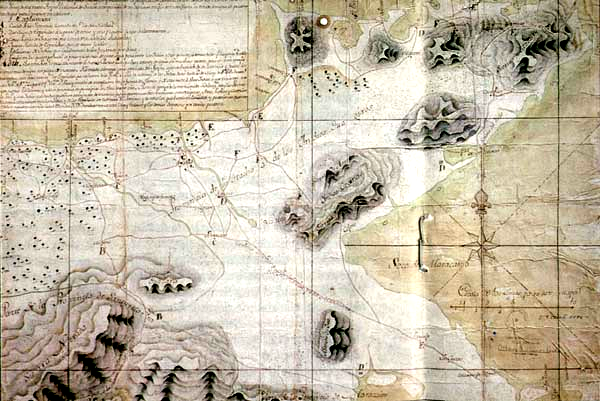
Mappa di La Guajira nel 1769.

I Wayuu non erano stati ancora conquistati e sottomessi dagli spagnoli, con i quali erano più o meno in permanente stato di guerra. Vi furono diverse ribellioni nel 1701 (dove distrussero una missione di frati cappuccini), 1727 (più di 2000 indios attaccarono gli spagnoli), 1741, 1757, 1761 e 1768. Nel 1718 il governatore Soto de Herrera li chiamò "barbari, ladri di cavalli, degni di morire, senza Dio, senza legge e senza un Re". Tra tutti gli indios del territorio colombiano furono gli unici ad apprendere l'uso delle armi da fuoco e del cavallo.
Nel 1769 gli spagnoli catturarono 22 Wayuu per metterli al lavoro presso le fortificazioni di Cartagena. Il 2 maggio dello stesso anno a El Rincón, vicino al Rio de la Hacha, gli indios misero a fuoco il villaggio bruciando la chiesa e due spagnoli che si erano rifugiati al suo interno; e catturarono il sacerdote. Gli spagnoli mandarono in breve tempo degli uomini per catturare i ribelli. Alla testa della spedizione vi era José Antonio de Sierra, un mestizo che aveva già partecipato alla cattura di quei 22 indios precedentemente. I Wayuu lo riconobbero e lo costrinsero a rifugiarsi nella casa del curato, messa da loro a fuoco e fiamme dove lo stesso Sierra e otto dei suoi uomini persero la vita.
Le voci del successo della rivolta si diffusero in altre aree popolate dagli indios del gruppo Guajiro e altri uomini si unirono alla ribellione. Secondo Messía in un certo periodo vi furono 20.000 indios in rivolta, e molti di loro erano provvisti di armi da fuoco procurate da contrabbandieri inglesi e olandesi, talvolta spagnoli. I ribelli riuscirono a bruciare molti dei villaggi della regione e a riconquistare molti dei loro territori originari. Secondo le autorità più di 100 spagnoli vennero uccisi e molti altri furono presi prigionieri. Gli spagnoli che riuscirono a rifugiarsi presso il Río de la Hacha mandarono messaggi urgenti a Maracaibo, Valle de Upar, Santa Marta e Cartagena.
I parenti di Sierra, che erano tra gli indios che si ribellarono, causarono una sommossa interna al movimento che, combinata con l'arrivo delle truppe in aiuto degli spagnoli, decretò la fine delle scorrerie.

## Geografia antropica

### Suddivisioni amministrative
La sede vicereale fu posta nella città di (Santa Fe de) Bogotà. Il viceré aveva il governo anche sulla Capitanìa Generale di Caracas e Venezuela (1731) che aveva tuttavia una notevole autonomia amministrativa rispetto alle altre province del viceregno.
Le province da nord a sud erano:
- Capitania generale de la Castilla de Oro: S. Fe de Bogotá
  - governatorato di Veragua e Alange
  - governatorato di Panamá
  - governatorato di Portobello e Darién
  - governatorato del Chocó
  - governatorato di Antioquia
  - governatorato di Cartagena e la Nuova Andalusia
  - governatorato di Santa Marta e Rio de la Hacha
  - governatorato di Maracaibo
  - governatorato di San Juan de Pasto
  - governatorato di Popayán
  - governatorato di Santa Fe di Bogotá
  - governatorato di Cumaná
  - governatorato degli Llanos di San Juan e San Martín
  - governatorato dell'Isola Margarita
- Capitania del Venezuela (dal 1742)
  - governatorato di Caracas
  - governatorato di Angostura
  - governatorato di San Tomás de la Guayana
  - governatorato dell'isola di Trinidad
- Capitania dell'Ecuador
  - governatorato di Quito
  - governatorato di Guayaquil
  - governatorato di Atacames
  - governatorato di Popayan

A queste si aggiungono alcuni Corregimientos specie nei territori interni:
- Pamplona
- Casanare
- Socorro
- Tunja
- Mariquita
- Neiva
- Atacames
- Ibarra
- Otavalo
- Jaén de Bracamoros (Cajamarca)
- Tacunga
- Rio Bamba
- Cuenca
- Loja
- Yahuarzongo
- Maynas
- Canelos e Macas
- Quijos

## Cessazione
I territori del vicereame guadagnarono de facto l'indipendenza dalla Spagna tra il 1819 e il 1822 dopo una serie di conflitti militari e politici, creando una federazione conosciuta con il nome Grande Colombia.
Quando l'Ecuador e il Venezuela diventarono stati separati durante la dissoluzione della Grande Colombia, si formò la Repubblica della Nuova Granada con centro a Bogotá che rimase unita dal 1831 al 1858, e il termine Nuova Granada rimase in uso tra le caste ecclesiastiche e in circoli conservativi.
Alcune persone in Venezuela chiamano gli abitanti della Colombia con il termine neogranadinos ("nuovi granadesi").